# August Meitzen
August Meitzen (* 16. Dezember 1822 in Breslau; † 19. Januar 1910 in Berlin) war ein deutscher Statistiker und Nationalökonom.

## Leben und Wirken
August Meitzen besuchte in seiner Heimatstadt das Maria-Magdalenen-Gymnasium und war dort auch Mitschüler von Ferdinand Lassalle. Nach der Reifeprüfung begann Meitzen in Berlin und Breslau zu studieren und konnte dieses Studium im Frühjahr 1848 erfolgreich mit einer Promotion abschließen. In seiner Dissertation beschäftigte sich Meitzen mit einer Darstellung der Uhrenindustrie des Schwarzwaldes.
Anschließend begann Meitzen seine Karriere auf verschiedenen Posten in der Verwaltung. Zwischen 1853 und 1856 bekleidete Meitzen das Amt des Bürgermeisters von Hirschberg im Riesengebirge. Anschließend avancierte er zum Referenten für landwirtschaftliche Verwaltungsfragen in Breslau und hatte dieses Amt bis 1865 inne. Sozusagen nebenbei widmete er sich agrarhistorischen Studien im dortigen Staatsarchiv; dabei machte Meitzen u. a. die Bekanntschaft mit dem Historiker Wilhelm Wattenbach, der ihn bei seinen Arbeiten unterstützte.
1865 berief man Meitzen nach Berlin, um ihm die Auswertung und spätere Bearbeitung der Ergebnisse einer Grundsteuerveranlagung anzuvertrauen. Zwei Jahre später nahm das Königlich Preußische statistische Bureau Meitzen als Mitarbeiter auf und bis zu seinem Austritt 1872 arbeitete er dort u. a. mit dem Statistiker Ernst Engel zusammen. 1872 wechselte Meitzen im Rang eines Geheimen Regierungsrates an das Kaiserliche statistische Amt des Deutschen Reichs. Meitzen hatte dieses Amt bis 1882 inne und war dort meistenteils für die Erhebung und Auswertung landwirtschaftlicher, gewerblicher und hydrographischer Daten beteiligt.
1875 wurde er außerordentlicher Professor der Statistik und Nationalökonomie an der Universität Berlin. Im Jahr 1891 wurde er zum Mitglied der Leopoldina gewählt. Seit 1903 war er korrespondierendes Mitglied der Bayerischen Akademie der Wissenschaften.
Auf seinen Reisen durch halb Europa konnte Meitzen seine Studien fortsetzen, welche dann auch die Basis für verschiedene Veröffentlichungen waren.
August Meitzen starb 1910 im Alter von 87 Jahren in Berlin und wurde auf dem Alten St.-Matthäus-Kirchhof in Schöneberg beigesetzt. Im Zuge der von den Nationalsozialisten 1938/1939 durchgeführten Einebnungen auf dem Friedhof wurden Meitzens sterbliche Überreste auf den Südwestkirchhof Stahnsdorf bei Berlin umgebettet.

## Schriften
- Urkunden schlesischer Dörfer im „Codex diplomaticus Silesiae“, Bd. 4 (Bresl. 1863).
- Die Kulturzustände der Slawen vor der deutschen Kolonisation. Breslau 1864.
- Die Ausbreitung der Deutschen in Deutschland und ihre Besiedelung der Slawengebiete. Jena 1879.
- Der Boden und die landwirtschaftlichen Verhältnisse des preußischen Staats. Berlin 1868/73 (4 Bde.).
- Topographische Erwägungen über den Bau von Kanälen in Deutschland. Berlin 1870.
- Die Frage des Kanalbaues in Preußen. Leipzig 1885.
- Die Mitverantwortlichkeit der Gebildeten für das Wohl der arbeitenden Klassen. Berlin 1876.
- Das deutsche Haus in seinen volkstümlichen Formen. Berlin 1882.
- Siedelung und Agrarwesen der Westgermanen und Ostgermanen, der Kelten, Römer, Finnen und Slawen. Band 1–3. Berlin 1895 (Nachdruck 1963).
- Geschichte, Theorie und Technik der Statistik. Berlin 1886.